# 花62線
花62線（瑞良－紅葉），起點花蓮縣瑞穗鄉瑞良村、瑞美村瑞美國小，終點花蓮縣萬榮鄉紅葉村紅葉溫泉。全長7.437公里，2019年12月18日時中華民國交通部公告調整為花蓮縣鄉道。

## 路線特色
本路段東西橫貫瑞穗市區及穿越台鐵台東線，途經瑞穗溫泉、紅葉溫泉兩大花蓮溫泉區，並連結台九線花東公路及縣道193號。

## 路線地名
- 瑞穗鄉：瑞良村、瑞美村中山路仁愛路口（瑞美國小，接縣道193號）→民權東路仁愛路口（接花61線）→民權西路→瑞穗國小（右轉溫泉路可通往瑞穗車站後站）→溫泉路一段→台9線花東公路→溫泉路二段→瑞穗溫泉→溫泉路三段→瑞穗鄉萬榮鄉界
- 萬榮鄉：紅葉村溫泉路→紅葉大橋→紅葉溫泉